# Gelbrücken-Bartvogel

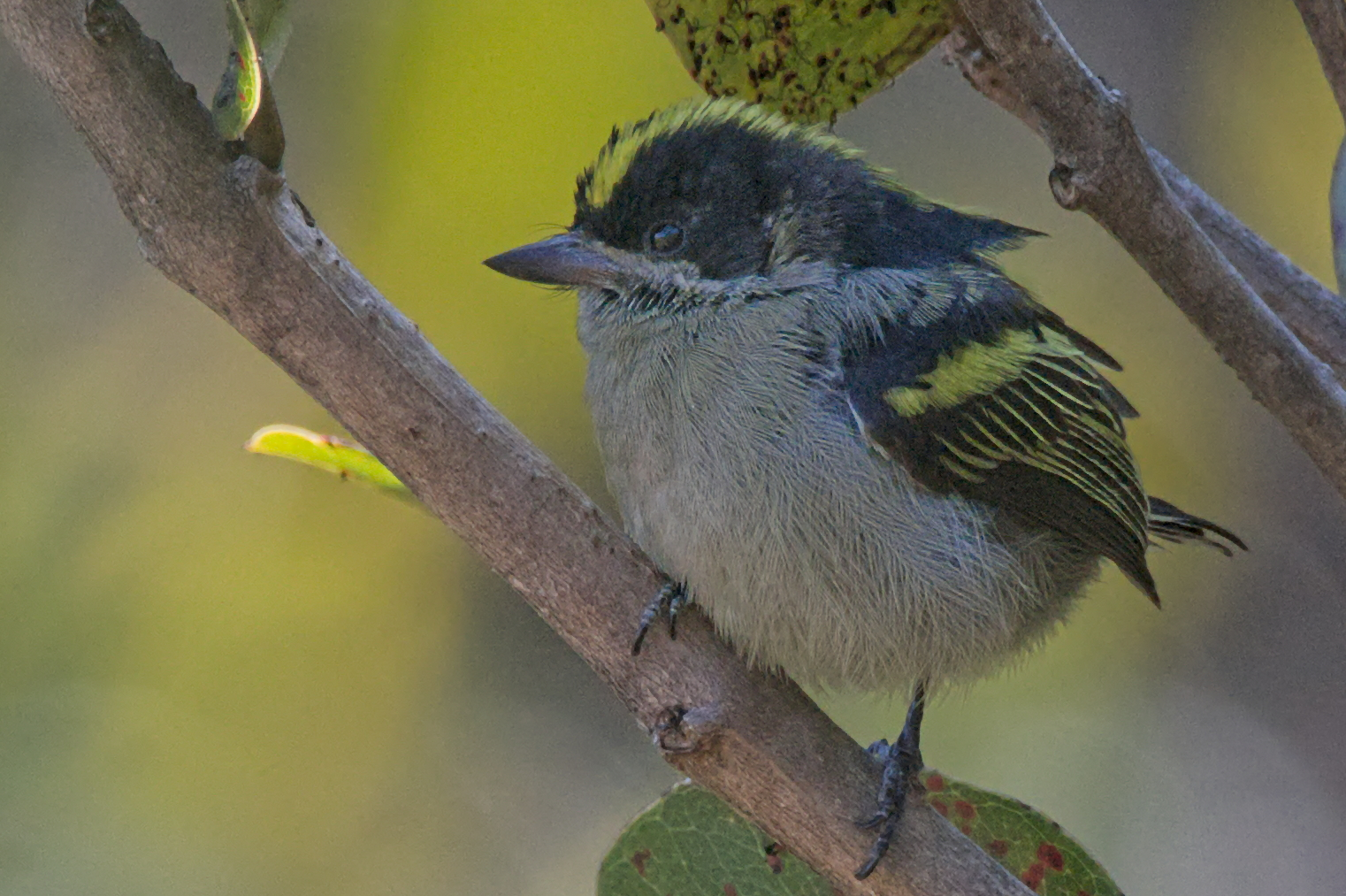
Gelbrücken-Bartvogel

Der Gelbrücken-Bartvogel (Pogoniulus coryphaea, Syn. Pogoniulus coryphaeus) ist eine Vogelart aus der Familie der Afrikanischen Bartvögel. Sie weist ein sehr disjunktes Verbreitungsgebiet auf und kommt in Afrika beiderseits des Äquators vor. Es werden mehrere Unterarten unterschieden. Die IUCN stuft den Gelbrücken-Bartvogel als nicht gefährdet („least concern“) ein. Die Erstbeschreibung erfolgte 1892 durch Anton Reichenow.

## Erscheinungsbild
Die Körperlänge des Gelbrücken-Bartvogels beträgt etwa 9 cm. Die Männchen der Nominatform erreichen eine Flügellänge von 5,0 bis 5,5 Zentimetern. Die Schnabellänge beträgt 0,9 bis 1,1 Zentimeter. Der Schwanz erreicht eine Länge von 2,4 bis 3,0 Zentimetern. Weibchen haben ähnliche Körpermaße. Wie bei allen Zwergbärtlingen besteht kein auffälliger Sexualdimorphismus.
Männchen und Weibchen haben einen breiten golden bis zitronengelben Oberseitenstreif, der von der Mitte der Stirn bis zum Bürzel verläuft. Die Kopf- und Stirnseiten, die Seiten des Oberkopfs, die Ohrdecken und die oberen Hals- und Rückseiten sind schwarz. Ähnlich wie beim Bergbartvogel verläuft unterhalb der Augen ein auffälliger weißer Gesichtsstreif von der Schnabelbasis bis zu den Halsseiten. Dieser Streif wird an den Halsseiten etwas breiter. Die Flügel sind schwarz, die Außenfahnen der Armschwingen und der inneren Handschwingen sind goldfarben gesäumt. Die schwarzen Oberschwanzdecken sind von langen, gelben Bürzelfedern zum Teil verdeckt. Die Steuerfedern sind schwarz und weisen frisch vermausert einen schmalen grüngelblichen bis weißen Saum auf, der mit der Zeit verblasst und zurückgeht oder ganz verschwindet. Die Körperunterseite ist vom Kinn bis zur unteren Brust dunkel olivgrau oder blass grau mit einer olivgelben Überwaschung. Die Unterschwanzdecken sowie bei den meisten Individuen auch der Bauch sind gelblich-weiß.
Der schwarze Schnabel ist kurz und kräftig. Die unbefiederte Haut rund um die Augen ist schwarz, die Augen sind gewöhnlich braun, bei einigen Individuen auch rot. Beine und Füße sind olivgrau bis braun oder dunkelgrau.
Die Unterart P. c. hildamariae ist von P. c. coryphaeus kaum zu unterscheiden. Sie tendiert etwas mehr zum Zitronengelb und weniger zum Goldfarbenen, speziell an Bürzel und an den Flügeln und kann etwas kleiner sein. P. c. angolensis ist noch etwas blasser gelb als P. c. hildamariae, die Unterseite ist matter und grauer.

## Verbreitungsgebiet
Der Gelbrücken-Bartvogel kommt in drei Regionen Afrikas vor: Vom Osten Nigerias bis in den Südwesten und die Mitte Kameruns, im Nordosten der Demokratischen Republik Kongo und dem angrenzenden Westen Ruandas und Südwesten Ugandas sowie im Môco-Hochland im Westen Angolas.
Er bewohnt den Unterwuchs von Bergwäldern in Höhenlagen zwischen 1150 und 3000 Höhenmetern, am häufigsten ist er in Lagen zwischen 1900 und 2500 Metern. Nichtbrütende Gelbrücken-Bartvögel wandern gelegentlich auch in niedrigere Lagen und wurde am Kamerunberg sogar in Höhenlagen von 50 Metern beobachtet. Dort konkurrieren sie mit einer Reihe anderer Zwergbärtlinge, die bevorzugt in niedrigeren Höhenlagen leben, vor allem mit dem Gelbbüschel-Zwergbärtling.

## Lebensweise
Der Gelbrücken-Bartvogel kommt in Bergwäldern, auf Waldlichtungen, in dichtem Sekundärwald und Dickungen entlang von Strömen sowie gelegentlich auch in Akazienwäldern vor. Sein Nahrungsspektrum besteht überwiegend aus Früchten und Beeren, darunter machen Mistelbeeren einen besonders großen Anteil aus. Er frisst außerdem Insekten. Während der Nahrungssuche hängen die Vögel gelegentlich meisenähnlich kopfüber an den Ästen.
Der Gelbbüschel-Bartvogel lebt überwiegend in Paaren und verteidigt vermutlich ein Territorium, wobei revieranzeigendes Verhalten bislang nicht beschrieben wurde. Er ist wie nahezu alle Bartvögel ein Höhlenbrüter. Die Höhle wird von ihm selber in tote Bäume gehackt. Mitunter befindet sich der Höhleneingang nur 75 Zentimeter über dem Erdboden. Das Gelege besteht aus drei Eiern. Weitere Daten zur Fortpflanzungsbiologie sind bislang nicht bekannt.

## Systematik
Es werden drei Unterarten anerkannt:
- Pogoniulus coryphaeus angolensis (Boulton, 1931) – West- und Zentralangola.
- Pogoniulus coryphaeus coryphaeus (Reichenow, 1892) – Ostnigeria und das angrenzende Hochland Westkameruns.
- Pogoniulus coryphaeus hildamariae (W. L. Sclater, 1930) – Osten der Demokratischen Republik Kongo, Südwestuganda und Westrwanda.

## Belege